# سنيريا
سنيريا قرية فلسطينية زراعية تتبع محافظة قلقيلية، وهي من إحدى القرى الفلسطينية المحتلة عام 1967.

## التسمية
يقال أن اسم البلدة لعلها محرفة من كلمة (سنير) حيث كان الأشوريون والكنعانيون يسمون جبل الشيخ باسم «سنير» بمعنى السنا أو النور وأيضا بمعنى الدرع.[بحاجة لمصدر]

## الجغرافيا
تقع القرية على خط حدود عام 1967م قبل الاحتلال يحدها غربا مدينة كفر قاسم المحتلة عام 1948م ومدينة رأس العين وقرية عزون عتمة وقرية بيت أمين ومستوطنة شعاري تكفاه (بوابة الامل)، ويحدها شرقاً بلدة بديا ويحدها جنوبا قرية مسحة ومستوطنة الكنا ومستوطنة عتس فرايم (شجرة إبراهيم) ويحدها شمالا قرية كفر ثلث وبلدة عزون.، مساحة مباني البلدة (45) دونم، وترتفع البلدة عن سطح البحر (250) متراً.

### المساحة
تبلغ مساحة أراضيها (12685) دونما منها عشرة دونما للطرق والوديان وتحيط بها أراضي قرى بديا ومسحة والزاوية وكفر ثلث وبيت أمين وعزون عتمه وكفر برا وكفر قاسم.

## السكان
دخلت فلسطين وفود كبيرة عبر العصور من تجار وغيرهم وذلك لموقعها الهام كنقطة وصل بين القارات، ومركز للحضارات والأديان.
يبلغ عدد سكان سنيريا حاليا حوالي 3,609 نسمة جميعهم من المسلمين وذلك حسب التعداد العام للسكان 2017 الذي أجراه الجهاز المركزي للإحصاء الفلسطيني.
| السنة      | 1922 | 1931 | 1945 | 1961 | 2011 | 2017  |
| ---------- | ---- | ---- | ---- | ---- | ---- | ----- |
| عدد السكان | 529  | 722  | 990  | 1089 | 3048 | 3,609 |

## التعليم
كانت القرية قديما لا يوجد فيها مدارس، وكان عدد قليل من السكان من يعرفون القراءة والكتابة، لكن اليوم يوجد في القرية ثلاث مدارس: مدرسة اساسية للأولاد، ومدرسة ثانوية للأولاد، ومدرسة ثانوية للبنات.

## الأماكن الدينية والأثرية

### مسجد سنيريا القديم
يعود تاريخ مسجد سنيريا القديم إلى عام 777 هجري، منتصف العهد المملوكي (حقبة من العصور الإسلامية) ويتكون من طابقين :
الطابق الأول: يعود للعهد المملوكي، والطابق الثاني: وهو الجديد تم تأسيسه في العهد العثماني بأمر من الشيخ الصالح زين الدين عمر بن الشيخ عيسى السنيري نفع الله به، ودليل ذلك ما كتب على ضريح بجوار المسجد نصه ما يلي :«بسم الله الرحمن الرحيم أمر بتجديد هذا المسجد المبارك العبد الفقير إلى الله الشيخ الصالح زين الدين عمر بن المرحوم الشيخ عيسى السنيري نفع الله به وذلك في شهر ربيع الأول من شهور سنة تسع وسبعون وثمانمائة أحسن الله عاقبته آمين»
بناء المسجد القديم يحتوي على ثلاث أضرحة لمؤسس قرية سنيريا الشيخ عيسى السنيري وعدد من أفراد عائلته، حيث اعتمد في البناء القديم على نمط فن العمارة الإسلامي من أقواس وزوايا وعقود وقباب، ويوجد على مدخل المسجد أحجار قديمة رسم عليها النجمة العثمانية، وأيضا شعار الدولة المملوكية، وأخرى كتب عليها بالخط العربي الغير منقط اسم صاحب الضريح وعام البناء.
يوجد أسفل المسجد القديم طابق سفلي يتكون من غرفة واحدة عميقة، وكان يدفن فيها الموتى من أهل البلدة حتى عهد قريب وقبل 35عام تحديدا.
ويوجد غرفة أخرى تقع أسفل المسجد في الجهة الجنوبية استخدمت مقرا للمجلس القروي لأهل البلدة يتم فيها الاجتماعات لتداول شئون الأهالي الحياتية والعمل على تطوير البلدة إلى الأفضل.
أما الأمر الأهم هو وجود كهف في أسفل المسجد والذي يوجد بداخله رفات أشخاص أموات اختلف في عددهم، وحتى فترة قريبة كانت جثثهم شبه مكتملة (يكسوها الجلد والشعر) ويوجد العديد من الأشياء بجوارهم حتى الملابس ما زالت باقية.
وهذا الكهف كان له باب وشباك واحد قديما، وقام أهالي البلدة بإغلاق الباب حفاظا على رفات الموتى وتم الإبقاء للشباك ليتمكن الأهالي والزوار من مشاهدتهم، وهناك اعتقاد سائد بين بعض أهالي البلدة بأن هذه الغرفة الموجود بها رفات الموتى يرقد بداخلها (أهل الكهف). ويعتقد بعض القرويين الآخرين أن الرفات لأشخاص صالحين دافعوا عن البلاد خلال المعارك ضد الصليبيين.
علماء الآثار يعتقدون أن تاريخ الكهف يرجع إلى 800 سنة ومن المحتمل أن يعود إلى العصور الإسلامية. ويعتقد علماء الآثار في المنطقة أن الرفات البشرية التي اكتشفت في الكهف قد تكون للسكان الأوائل الذين سكتوا المنطقة قديما وقاتلوا دفاعا عن البلاد ضد الحروب الصليبية.
وقال عالم آثار محلي انه في أثناء الحكم الأردني للمنطقة قبل الاحتلال الإسرائيلي عام 1967م كانت السلطات الأردنية تسد اللكهوف التي توجد فيها رفات بشرية لكي تبقيها بعيدا عن نابشي ولصوص القبور.
وقال مصطفى رضوان مدير الآثار في قلقيلية، يعود تاريخ هذا الكهف إلى عهد الإسلاميين الأوائل الذين حاربوا الصليبيين وانتصروا عليهم وهم من الشهداء إن شاء الله، ودليل على ذلك أن عظامهم ورفاتهم
واستخرج علماء آثار فلسطينيون بعض الجماجم لإجراء المزيد من الدراسات عليها.

### البلدة القديمة
بيوت البلدة القديمة التي كانت آهلة بالسكان قديما، تمثل النمط الاجتماعي والحضاري داخل أسر وعوائل البلدة، فحوش العائلة يتكون من بيوت (غرف) كل بيت يسكنه أحد المتزوجون من الذكور ومنهم تناسلت بطون وعائلات البلدة، في البيت الواحد يوجد أكثر من حيز (مجسم) يعطي صورة عن النمط المعيشي داخل الأسرة، ويحتوي في داخله على مدفئة من الحجارة والطين، ويوجد في البيت مساطب (عتبات) للجلوس وحفظ الحاجيات، بلإضافة إلى فتحات في الجدران يوجد فيها مقتنيات البيت مثل حلي النساء الذي يغطى من مادة اللبن (الطين والقش) الممزوج بالماء أما سقف البيت يصنع على شكل عقود وقبب أو سطح مبسط مدعم بجذوع الشجر، البيوت المتراصة والضيقة يوجد بينها ممرات ضيقة كل مجموعة من البيوت لها حوش واحد.
ومن أهم بيوت البلدة القديمة (بيت محمود احمد يونس واخية سليمان احمد يونس وبيت أبو عادل محمود حسين الشيخ، وبيت يونس عبد الله عوده الشيخ، بيت أبو طلال عمر، مصطفى أحمد البري، ودار صلاح قاسم الصلاح ومصلح قاسم الصلاح، عبد الكريم أبو حجلة، أبو نجيب أحمد، عبد الكريم صالح عمر، عزيز وأخيه رشدي عمر، أبو زهدي أحمد، دار أبو سليمان الشيخ، داؤد علي الشيخ، ودار شامي وأخيه عبدا لله السعيد)، وغيرهم العديد من البيوت.

### البرك الرومانية
تقع في الجهة الشمالية للقرية وتعود لأكثر من 2000 عام، وهي ثلاث برك، أكبرها حجما منحوتة في الصخر على مساحة دونمين مـن الأرض، وتحتوي على غرفة منحوتة في الصخر ويوجد بها باب صغير يحتمل بأنها كانت تستعمل لتخزين المياه في الشتاء أو لتخزين المؤن والعتاد العسكري ومربط لخيول الجيش الروماني بتلك الفترة والمتواجد في المنطقة.

## الاقتصاد

### الزراعة
يزرع في أراضي سنيريا الحبوب وأشجار الزيتون والفاكهة والحمضيات والخضار بأصنافها، وفيها نحو (2720) دونما مغروسة بالزيتون ونحو (350) دونما مغروسة بالفواكة والحمضيات والخضار ويوجد بها أيضا أشجار التين واللوز وغيرها وبلغت الضريبة المطلوبة منها قديما 115 جنيها و35 ملا.

## شخصيات

### الأسير عثمان يونس
الأسير عثمان إبراهيم أسعد يونس، ولد بتاريخ 14 آذار 1974، واعتقلته سلطات الاحتلال من مستشفى رفيديا أثناء زيارته لوالدته المريضة بتاريخ 26 آب 2003، وحكمت عليه بالسجن لأربعة مؤبدات.
ويعد الأسير يونس من الأسرى المرضى في سجون الاحتلال، إذ يعاني من ورم في حنجرته، وكان قد تعرّض لمحاولة اغتيال قبل اعتقاله وأصيب على إثرها بـ (24) رصاصة؛ أدّت إلى استئصال أجزاء من البنكرياس والطحال والأمعاء والمعدة وإصابته في إحدى عينيه وإحدى كفّيه.
يذكر أن سلطات الاحتلال حرمته إكمال مسيرته التعليمية في السجون كما أنه محروم من زيارة أشقائه له، يقبع الأسير في سجن «عسقلان».

### الشهيد أنس الشيخ
انس احمد محمود الشيخ، ولد الشهيد أنس الشيخ بتاريخ 12/4/1983	، وقد أرتقى مع اثنان من رفاقه بتاريخ 12/22/2005 خلال اجتياح قوات الاحتلال الإسرائيلي ومحاصرة أحد المنازل في مدينة نابلس.